# Pictacsa trimaculata
Pictacsa trimaculata är en insektsart som beskrevs av Tim R. New 1984. Pictacsa trimaculata ingår i släktet Pictacsa och familjen fjärilsländor. Inga underarter finns listade i Catalogue of Life.